# Deinandra corymbosa
Deinandra corymbosa là một loài thực vật có hoa trong họ Cúc. Loài này được (DC.) B.G.Baldwin mô tả khoa học đầu tiên năm 1999.